# Ambicja
Ambicja (łac. ambitio – żądza sławy, czci, uznania; staranie się, szlachetna duma, poczucie własnej godności) – postawa człowieka, cecha charakteru polegająca na silnym poczuciu godności osobistej oparta na stawianiu sobie trudnych celów i dążeniu do ich realizacji (człowiek ambitny), także nieuporządkowane dążenie do sławy i zaszczytów.
Rozwój ambicji u człowieka następuje od małego dziecka jako czynnik sprzyjający rozwojowi woli (wtedy przejawia się jako silna tendencja do samodzielności), a jej ustabilizowanie następuje w okresie dojrzewania,  kiedy to kształtowanie ambicji może przerodzić się w „przedwczesną dorosłość” lub pozostać zaniedbane, co skutkuje brakiem wiary we własne możliwości.
Ambicja może przybierać dwojaką kwalifikację moralną, stąd potocznie mówi się o ambicji zdrowej lub chorej. Współcześnie ambicja występuje w dziedzinie psychologii. Sytuuje się ją w kategorii dążeń (Alfred Adler) lub potrzeb (Abraham Maslow), co znalazło odzwierciedlenie we współczesnej  pedagogice.
Władysław Witwicki uznał ambicję za instynkt, między innymi dlatego, że jest czymś powszechnym. Według Witwickiego człowiek ambitny nie znosi „poczucia własnej niemocy” i szuka wyniesienia się ponad innych. Każdemu zaspokojeniu ambicji towarzyszy przyjemność oraz „poczucie siły”.